# Contea di Bainang
La contea di Bainang (白朗县S) è una contea della Cina, situata nella Regione Autonoma del Tibet e amministrata dalla prefettura di Shigatse.